# Defense Data Network
Сеть оборонных данных (англ.  Defense Data Network, DDN) — компьютерная сеть министерства обороны США, действовавшая с 1983 по 1995 годы.

## История
С 1975 года управлением информационного обеспечения Министерства обороны использовало сеть ARPANET в качестве рабочего инструмента. В плане дальнейшего развития компьютерной сети Пентагона предполагалось создание автоматической цифровой сети нового поколения (AUTODIN II), но 1983 году этот план был отменён. Вместо этого, в 1983 году из ARPANET была выделена сеть MILNET для нужд министерства обороны, а ARPANET остался доступным лишь для академического сообщества и в 1990 году прекратил своё существование. При этом ARPANET и MILNET были разъединены из соображений безопасности, связь между ними осуществлялась через сетевые шлюзы, что позволило бы полностью разъединить их в случае возникновения чрезвычайной ситуации. Управление информационного обеспечения министерства обороны использовало наименование Defense Data Network для этих сетевых программ.
На протяжении 1980-х годов Defense Data Network была разделена на четыре подсети с различными уровнями обеспечения инфобезопасности, которые в 1990 году были преобразованы в сети NIPRNet, SIPRNet и JWICS.
Подсети Defense Data Network включали в себя:
- MILNET для передачи несекретной информации;
- Defense Secure Network One (DSNET 1) для передачи секретной информации;
- Defense Secure Network Two (DSNET 2) для передачи совершенно секретной информации;
- Defense Secure Network Three (DSNET 3) для передачи совершенно секретной информации особой важности.

MILNET и DSNET 1 были сетями для обычных пользователей, во многом схожими с Интернетом, DSNET 2 была предназначена для Системы глобального военного командования и контроля, а DSNET 3 была предназначена для поддержки разведывательных информационных систем министерства обороны США.

## DDN-NIC
Сетевой информационный центр Defense Data Network (DDN-NIC) располагался в центре поддержки DDN в Чэнтили, штат Вирджиния и оказывал пользователям сети услуги по телефону, электронной почте и обычной почте. Это была первая организация, ответственная за назначение TCP/IP-адресов.